# Ришард Криницький
Ришард Криницький  (пол. Ryszard Krynicki; нар. 28 червня 1943, Санкт-Валентин) — польський поет.

## Біографія
Народився 1943 року. Вивчав полоністику в Познанському університеті. Першу книжку «Швидкість погоні, швидкість втечі» опублікував у 1968 році. Один з представників поетичної «Нової хвилі» в Польщі. З середини 70-х років XX століття виступав проти комуністичної влади та тодішньої ідеології. Підписав відомий протестний «Лист 59». Зазнав переслідувань, твори в Польщі було заборонено друкувати.

## Творчість
Лауреат багатьох премій. Твори Криницького виходили англійською, німецькою, шведською мовами. Перекладає з німецької, зокрема твори поетів П. Целана, Б. Брехта, Г. Тракля, Ф. Гельдерліна. Один із співзасновників «Видавництва а5», що знаходиться в Кракові. У цьому видавництві під його редакцією виходить «Поетична бібліотека» (видано більше 40 томів).

## Твори
- Pęd pogoni, pęd ucieczki, 1968
- Akt urodzenia, 1969
- Drugi projekt organizmu zbiorowego, 1973
- Organizm zbiorowy, 1975
- Nasze życie rośnie, 1978
- Niewiele więcej. Wiersze z notatnika 78-79, 1981
- Jeżeli w jakimś kraju, 1982
- Ocalenie z nicości, 1983
- Wiersze, głosy, 1985
- Niepodlegli nicości, 1988
- Magnetyczny punkt, 1996
- Kamień, szron, 2005

## Українські преклади
Твори Ришарда Криницького українською мовою перекладав Анатолій Глущак.